# Грухальский, Александр
Александр Грухальский (пол. Aleksander Gruchalski; 24 февраля 1894 — 5 мая 1943) — польский архитектор, работавший в межвоенный период в городе Люблине. Автор более тридцати построек различного назначения, включая виллы, многоквартирные дома, религиозные и общественные здания.

## Биография
Родился 24 февраля 1894 года в городе Уржендов Люблинской губернии Царства Польского Российской империи. Его родителями были Францишка и Францишек Грухальские – владельцы большой фермы в Уржендове. Обучение начал в начальной школе в родном городе, после чего в 1906–1912 годах учился в грамматической школе в Люблине, которую окончил с хорошими оценками. После этого в течение двух лет проходил обучение в Краковской академии искусств.
В 1916 году поступил в Варшавский политехнический университет. В 1918—1920 годах университет был закрыт из-за Советско-польской войны. В этот период женился на Катажине Волович (пол. Katarzyna Wołowicz) и у них родилась дочь. В 1918–1919 годах работал в департаменте строительства в магистрате Люблина. В 1920 году служил добровольцем в армии. В декабре 1920 года возобновил обучение в университете, который окончил в 1923 году, получив степень в области архитектуры.
После университета обосновался в Люблине. Работал строительным инспектором в магистрате города, совмещая основную деятельность с частной архитекторской практикой. По воспоминаниям дочери, Грухальский придерживался левых взглядов.
С началом немецкой оккупации Люблина в ноябре 1939 года проходили массовые аресты интеллигенции города. 9 ноября Александр Грухальский был арестован и заключен под стражу в Люблинский замок, но на следующий день отпущен. Возможно, причиной столь скорого освобождения является то, что он был задержан по ошибке. Опасаясь повторного ареста, Грухальский уехал из Люблина в Ужендув. Однако нахождение в родном городке не гарантировало ему безопасность – его старший брат, Ян Грухальский (пол. Jan Gruchalski), по подпольной кличке (пол. Sokół), был одним из лидеров подпольной «Рабоче-крестьянской боевой организации», а затем и Польской рабочей партии. Более того, он командовал одной из дивизий «Народной гвардии». В начале 1943 года Ян стал жертвой внутренней конкуренции в «Народной гвардии», а 5 мая того же года был убит и Александр Грухальский. Его застрелил польский офицер Крипо из Красника, узнав в нём одного из активистов подпольного движения.
Александр Грухальский был похоронен в Ужендуве в одной могиле с Яном.

## Постройки
Свою собственную архитектурную мастерскую Александр Грухальский основал в 1925 году. Сначала он реализовал несколько проектов по строительству и расширению частных домов. Ни у одного из них нельзя было отметить интересную архитектурную форму — большая часть построек представляла собой одноэтажные дома на небольших участках. Они характеризовались простыми формами, отсутствием декора, упрощенными карнизами. Заказчиками данных построек были мелкие служащие, жители периферии города.
В 1926 году по проекту Грухальского было произведено расширение здания, принадлежащего директору Сельскохозяйственной палаты Люблина. Здание сохранилось по сегодняшний день, но было перестроено. После этого, принял участие в конкурсе по реконструкции Литовской площади в Люблине. Проекты Александра Грухальского и Богдана Келлес-Краузе в дальнейшем были взяты за основу при работах по обновлению площади. В 1928 году Грухальским был разработан проект по перестройке церкви из бывшего усадебного дома в деревне Острувек, реализованный в 1929 году. В 1929—1931 годах в деревне Палихна был построен кирпичный католический храм святого Иоанна Марии Вианнея. В облике храма заметно стремление Грухальского совместить архитектуру модернизма и традиционные формы.
Самой знаменитой и ценной постройкой Александра Грухальского является Церковь Святейшего Спасителя, построенная в 1934—1935 годах в Люблине. В 2014 году церковь была включена в список памятников архитектуры.
|                                                |  |                                        |  |                               |  |                         |  |                                         |
| Церковь святого Иоанна Марии Вианнея в Палихне |  | Церковь Святейшего Спасителя в Люблине |  | Многоквартирный дом в Люблине |  | Народный дом в Ужендуве |  | Нереализованный проект газетного киоска |